# Душан Мићић
Душан Мићић (Нови Сад, 29. новембар 1984) бивши је српски фудбалер.

## Каријера
Потписао је 2019. за канадски клуб Српски бели орлови за које је играо до 2021. године.

## Трофеји и награде
Рудар Пљевља
- Прва лига Црне Горе: 2009/10.[8]
- Куп Црне Горе (2): 2009/10, 2010/11.[9]